# 櫻本直樹
櫻本 直樹（さくらもと なおき、1976年（昭和51年）6月17日 -）は、日本の政治家。滋賀県野洲市長（1期目）。滋賀県彦根市出身。

## 経歴
立命館大学経営学部卒業。1999年（平成11年）滋賀県採用。市町振興課、財政課、病院事業庁、総務省自治大学校派遣、森林政策課係長などを歴任。2021年（令和3年）野洲市に出向し野洲市政策調整部次長兼行財政改革推進室長を務め2024年（令和6年）6月退庁。

## 選挙
2024年10月13日、任期満了に伴う野洲市長選挙に初出馬し現職の栢木進、元市議会議員の益川教智を破り初当選。
開票結果は、当選 櫻本直樹（48歳）無所属 新 8,368票、栢木進（68歳）無所属 新 6,174票、益川教智（42歳）無所属 新 6,167票だった（当日有権者数：41,120人、投票率：50.9%、前回比：-1.02Pts）。

## 主な公約
主な選挙の争点は3つあった。まず野洲駅前南口の市有地は売却せず駅前パークモールとして整備する。次に病院事業計画については、市民負担が小さくなる方法を検討し同時に大型事業の徹底精査・支出大幅抑制も行う。3つ目の「さざなみホール」は解体せず「さざなみの里」にリニューアルして木のおもちゃ、木製遊具の整備やカフェ、お土産館の新設で賑わいを創出するとした。さらに若い世代から選ばれる町にするため子育て家庭を支援するとともに福祉の総合窓口を設けて高齢者にも安心安全で楽しいまちにする。また野洲市役所の出向経験を生かして市民と民間の力を最大限いかす町にして健全な行政運営で持続可能なまちにしたいとしている。詳しくは選挙公報を参照。

## 関連リンク
- 市長室 - 野洲市ホームページ
- さくらもと直樹 - 公式ウェブサイト
- 櫻本直樹 - Instagram
- 櫻本直樹 - X（旧Twitter）
- 櫻本直樹 - Facebook
- さくらもと直樹 - YouTube